# 美国司法会议

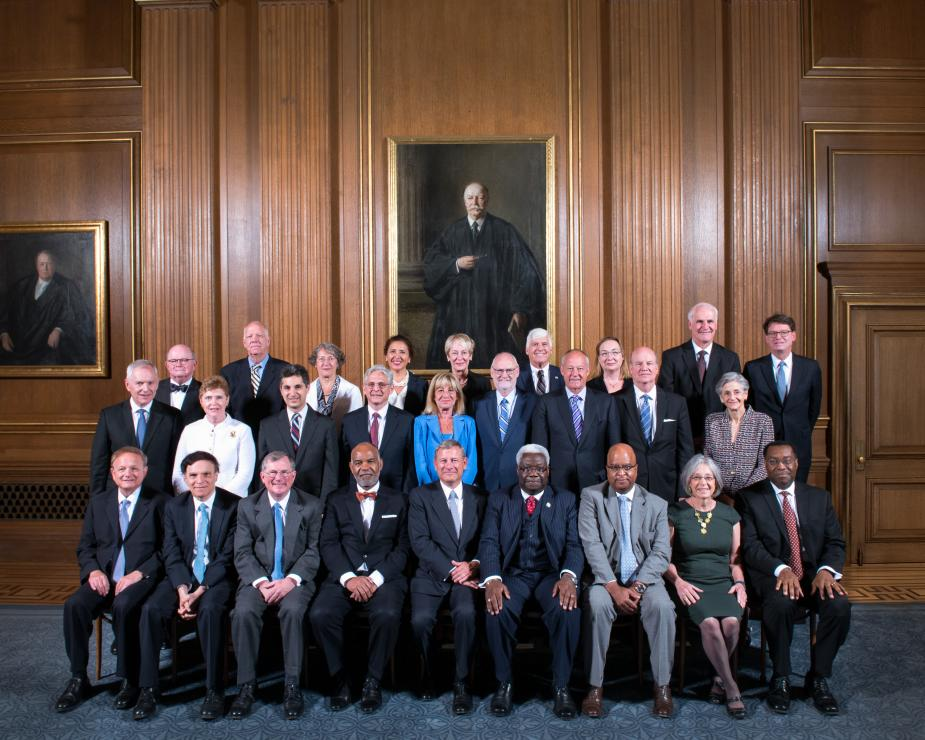
2017年9月的司法會議成員

美国司法会议（英語：Judicial Conference of the United States），曾叫美国资深巡回法官会议（英語：Conference of Senior Circuit Judges），由美国国会于1922年设立，主要目标是为美国司法法院的日常运作制定政策方针。其根据美国法典第28章第331款设立，由美国首席大法官领导，各联邦巡回上诉法院的首席法官、每巡回区一位联邦地方法院法官及美国国际贸易法庭的首席法官组成。